# Bettina Schlauraff
Bettina Schlauraff (* 1973 in Potsdam-Babelsberg) ist eine deutsche evangelische Theologin.

## Leben
Nach dem Theologiestudium in Naumburg, Marburg und Halle war sie Referentin im Wissenschaftlichen Dienst des Thüringer Landtags für die bioethische Enquetekommission. Nach ihrer Ordination 2005 war sie Pfarrerin im Pfarrbereich Bad Bibra im Kirchenkreis Naumburg. Ab 2016 war sie Klinikseelsorgerin in Meiningen sowie als Pfarrerin im Pfarrbereich Queienfeld im Kirchenkreis Meiningen. Seit 2022 ist sie gemeinsam mit Johann Schneider Regionalbischöfin im Sprengel Magdeburg.